# 斯旺陨石坑
斯旺陨石坑（Swann）是位于月球背面北半部的一座大撞击坑，其名称取自英裔美籍物理学家威廉·弗朗西斯·格雷·斯旺(William Francis Gray Swann，1884年-1962年)，1970年被国际天文学联合会正式批准接受。

## 描述
该陨坑西北靠近康普顿环形山、东面毗邻冯·贝凯希环形山、皮特里陨石坑位于它的西南偏南、东南偏东则坐落了密立根环形山。该陨坑中心月面坐标为51°58′N 112°31′E / 51.96°N 112.52°E，直径42.18公里，深度约2.23公里。
斯旺陨石坑已被康普顿环形山形成时所抛射的喷出物严重损毁，几乎难以看出是一座大陨坑。现坑壁和坑底地貌与周边背景相类似，遍布康普顿环形山的次生坑，但在它的北面和东南坐落了二座年轻的碗状坑，坑壁边沿尖峭，尚未受到明显磨损的卫星坑"斯旺 A"和"斯旺 C"。

## 卫星陨石坑
按照惯例，最靠近斯旺陨石坑的卫星坑在月图上以字母标注在该坑中心点的旁边。

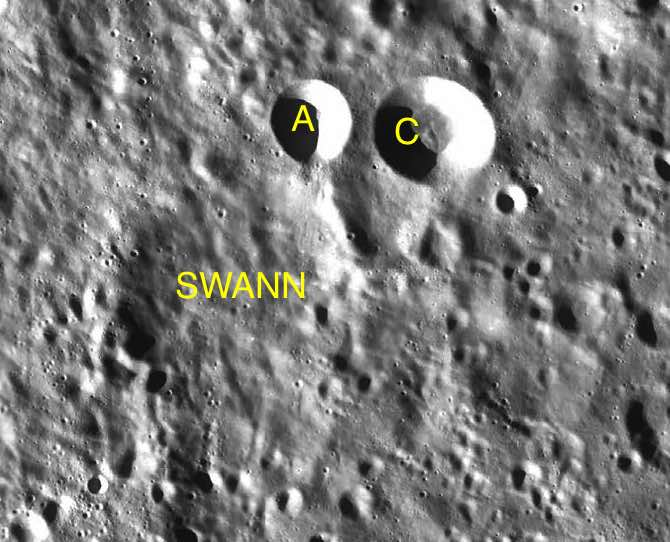
LAC-16 区域图

| 斯旺 | 纬度    | 经度     | 直径    |
| ---- | ------- | -------- | ------- |
| A    | 52.9° N | 113.3° E | 15 公里 |
| C    | 52.8° N | 114.4° E | 19 公里 |